# Обеспечение качества
Обеспечение качества (англ. quality assurance, QA) — это процесс или результат формирования требуемых свойств и характеристик продукции по мере её создания, а также — поддержание этих характеристик при хранении, транспортировании и эксплуатации продукции.
Обеспечение качества определено в стандарте ISO 9000:2005 «Системы менеджмента качества. Основные положения и словарь» как «часть менеджмента качества, направленная на создание уверенности в том, что требования к качеству будут выполнены».
Менеджмент качества в этом же стандарте представлен как «скоординированная деятельность по руководству и управлению организацией применительно к качеству», а в примечании сказано, что он «обычно включает разработку политики и целей в области качества, планирование качества, управление качеством, обеспечение качества и улучшение качества».

## Принцип обеспечения качества продукции
Многократно подтверждённый на практике опыт предприятий — лидеров в области качества и положения авторитетного учебника по менеджменту показывают, что качество продукции зависит от ряда внешних и внутренних факторов:
К внешним факторам относятся:
- требования к качеству (потребители, прогресс, конкуренты);
- поставщики капитала, трудовых ресурсов, материалов, энергии, услуг;
- законодательство в области качества и работа государственных органов.

Внутренними факторами обеспечения качества продукции служат:
- современная материальная база (инфраструктура, оборудование, материалы, финансы);
- применение передовых технологий;
- эффективный менеджмент (рациональная организация работ и умелое управление предприятием в целом и качеством в частности);
- квалифицированный персонал, заинтересованный в хорошей работе.

Зависимость качества продукции от указанных факторов и их взаимосвязь можно представить в виде причинно-следственной диаграммы, наглядно показывающей принцип обеспечения качества.

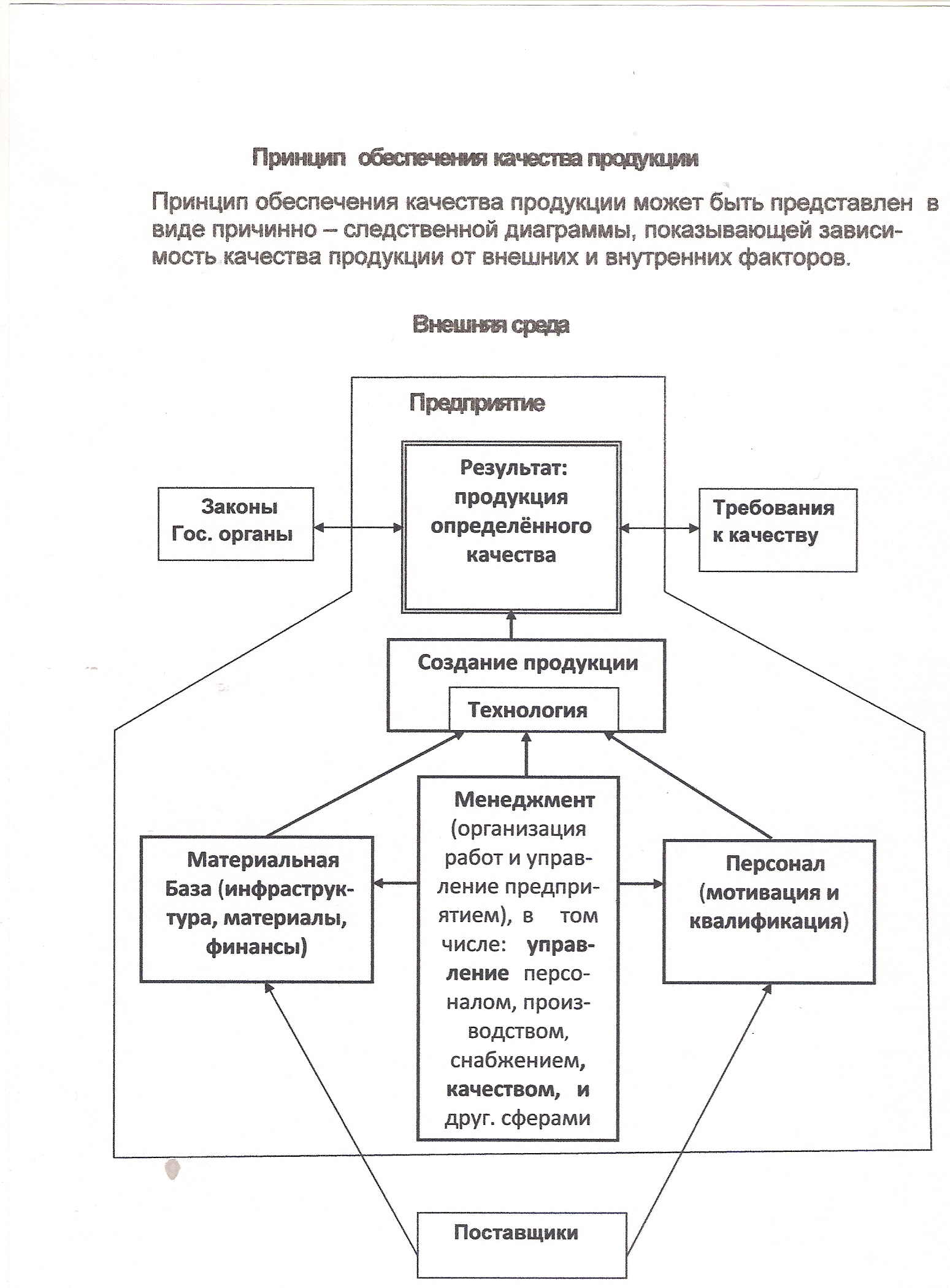

К сказанному можно добавить, что квалифицированный и мотивированный персонал и современная материальная база с передовой технологией определяют необходимую основу обеспечения качества продукции — базу качества. Причём, из всех факторов, влияющих на качество, ключевым является человеческий фактор, а в нём — заинтересованность работников в хорошей работе. Объясняется это тем очевидным соображением, что незаинтересованный работник не будет хорошо работать даже на хорошем оборудовании, а заинтересованный будет искать, находить и использовать любые возможности для повышения своей квалификации и достижения высокого качества выпускаемой продукции.
Эффективный менеджмент с управлением качеством дополняет базу качества, позволяет реализовать возможности, которые создаются материальной базой и человеческим фактором. Ибо нельзя выпускать продукцию, имея только оборудование, материалы и людей. Нужно ещё организовать работу и наладить управление.
Таким образом:
Принцип обеспечения качества продукции заключается в том, чтобы учитывать внешние факторы влияющие на качество (поставщиков, требования к качеству, законы и государственные органы) и создавать внутренние факторы (материальную базу с передовой технологией, эффективный менеджмент с управлением качеством и мотивированный, квалифицированный персонал). При этом первостепенное внимание нужно уделять мотивации персонала.
Отсюда становится ясно, как обеспечивается качество продукции, а следовательно, — какие мероприятия необходимы для его обеспечения.
Кроме представленной плоской схемы, принцип обеспечения качества продукции может быть показан в виде пространственной «Модели качества», на которой показаны не только состав и взаимосвязь факторов, необходимых для обеспечения качества, но и взаимодействие этих факторов и результат этого взаимодействия — повышение качества продукции.